# 阿格雷兹
阿格雷兹（羅馬化：Agryz，羅馬化：Ägerce）是俄罗斯鞑靼斯坦共和国的一个镇，为阿格雷茲區的首府，该镇位于伊日河畔，距离共和国首府喀山304公里，人口约1.9万（2002年）。